# Campoctonus politus
Campoctonus politus là một loài tò vò trong họ Ichneumonidae.